# Robert Uhrig

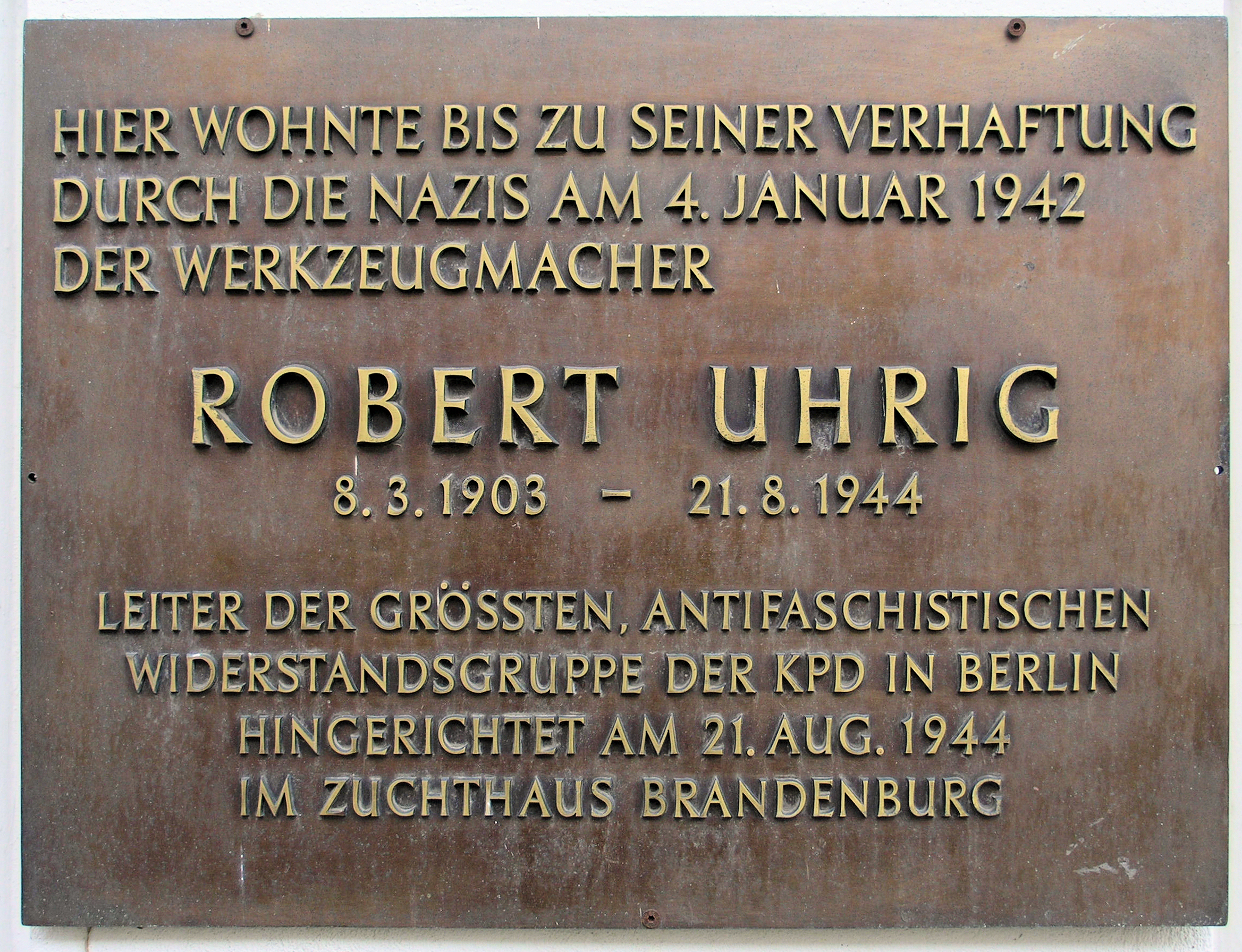
Gedenktafel am Haus Wartburgstraße 4 in Berlin-Schöneberg

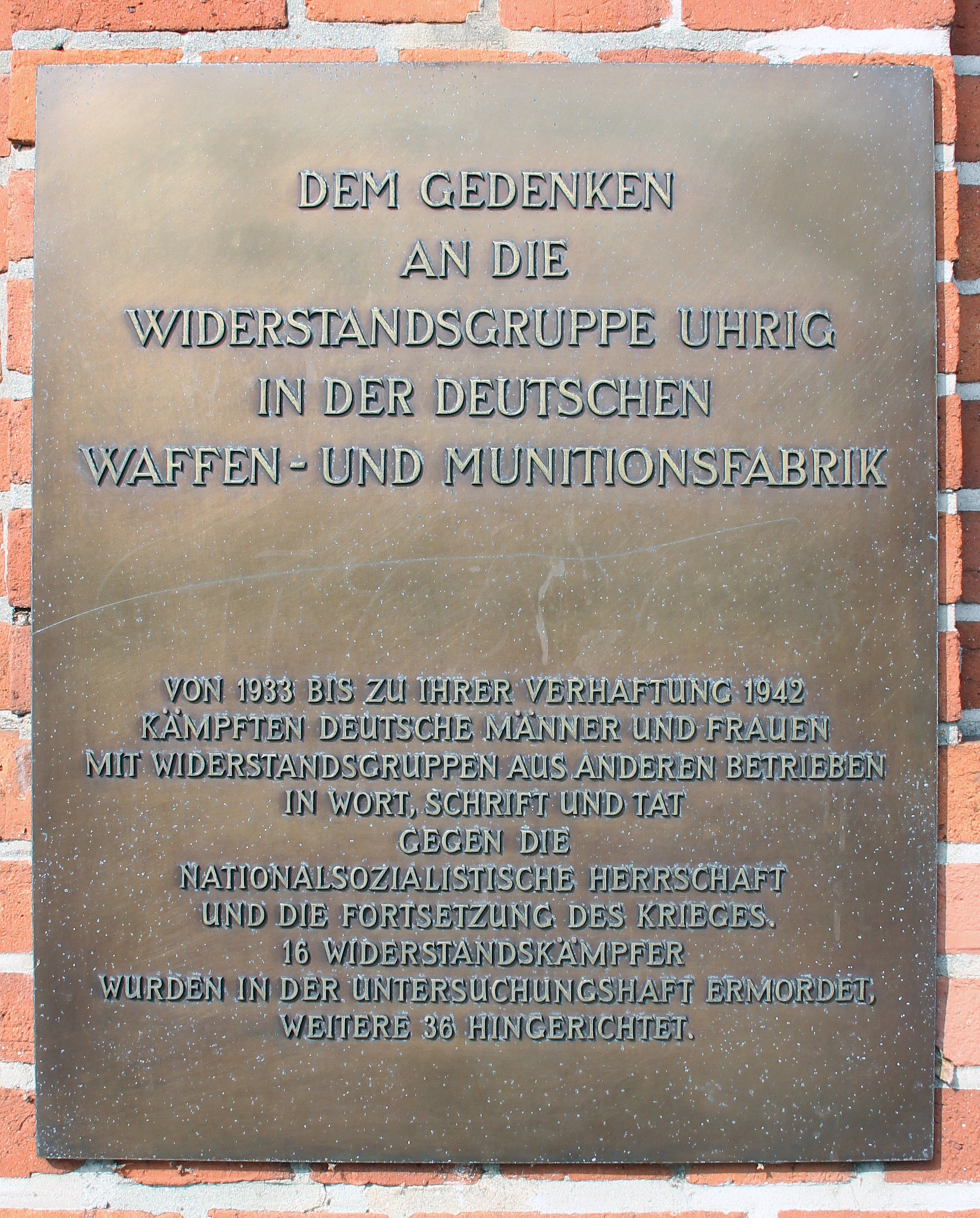
Gedenktafel, Eichborndamm 107, in Berlin-Borsigwalde

Robert „Robby“ Uhrig (* 8. März 1903 in Leipzig; † 21. August 1944 in Brandenburg) war ein deutscher Kommunist. Als Widerstandskämpfer gegen den Nationalsozialismus wurde er 1944 ermordet.

## Leben und Wirken
Robert Uhrig, gelernter Werkzeugmacher, war ab 1920 Mitglied der KPD. Verheiratet war er seit 1940 in zweiter Ehe mit der Widerstandskämpferin Charlotte Uhrig.
Robert Uhrig arbeitete ab 1929 im Versuchslabor für Radioröhren des Osram-Werkes A in Berlin-Moabit. Dort war er Mitglied der KPD-Betriebsorganisation und leitete ab 1933 die illegale Betriebszelle. 1934 wurde er erstmals von der Gestapo verhaftet und musste bis 1936 eine Strafe im Zuchthaus Luckau verbüßen. Nach seiner Entlassung im Sommer 1936 nahm er die Untergrundtätigkeit wieder auf. Der Kreis um Uhrig war einer von mehreren Zusammenschlüssen, die gegen Ende der 1930er Jahre zum Teil parallel versuchten, eine KPD-Leitung für Berlin zu bilden.
Uhrigs „Sekretär“ Kurt Riemer beschrieb ihn 1998 im Gespräch mit dem Historiker Hans-Rainer Sandvoß:
„Ich kannte Robert seit 1929. Obwohl ich nichts davon halte, Menschen als ‚besondere Persönlichkeiten‘ zu überzeichnen, muss ich doch sagen, dass er eine ungewöhnliche Erscheinung war. Nicht äußerlich von der Statur, da war er eher mittelgroß, schmal, ein zäher Typ. Doch von der Intelligenz war er ein begnadeter Mensch, sowohl handwerklich als auch theoretisch sehr befähigt. (…) Er besaß auch ein ausgeprägtes Interesse für Musik und Literatur. Es wundert wohl daher nicht, dass er ‚das Lexikon‘ genannt wurde.“

### Bildung und Aktivitäten der Uhrig-Gruppe
Ab 1938 baute Robert Uhrig ein Netz verschiedener Widerstandsgruppen in vielen Berliner Betrieben auf und leitete damit eine der größten antifaschistischen Widerstandsorganisationen in Berlin. Eine Reihe Mitglieder waren bereits in den Jahren zuvor in kommunistischen Widerstandsgruppen, in denen vor allem Metallarbeiter aktiv waren, organisiert gewesen. Die Uhrig-Organisation kooperierte mit Gruppen im Umland Berlins (darunter in Eberswalde, Wildau, Teltow, Oranienburg und Velten), in Essen, Hannover, Hildesheim, München, Dortmund und Hamburg. Eine von dem Ingenieur Leopold Tomschik vermittelte Verbindung gab es auch nach Tirol, wo Uhrig bei einem dreiwöchigen Besuch im Juni 1941 persönlich zahlreiche Kontakte knüpfte. Im Oktober 1941 reiste Uhrig noch einmal nach Tirol und (offenbar ohne dort neue Kontakte knüpfen zu können) auch nach Wien. Internationale Verbindungen gab es bis nach Prag und Kopenhagen sowie den Niederlanden. 
Dieser Aufbau eines reichsweiten illegalen Netzwerkes unter strengster Konspiration trotz Gestapo und Werkschutz war eine große Leistung der Gruppe um Uhrig. Die Arbeit in bzw. mit der Gruppe war nicht von Parteizugehörigkeit oder sozialer Herkunft abhängig. Kommunisten, Sozialdemokraten, Arbeiter, Ingenieure, Intellektuelle, Beamte und OKH-Offiziere wirkten hier gemeinsam. Allerdings dominierten kommunistisch orientierte Metallarbeiter in der Gruppe.
Über Uhrigs Kontakte zu Wilhelm Guddorf, John Sieg und anderen bestanden Verbindungen zur sogenannten „Roten Kapelle“. Ab 1941 arbeitete die Uhrig-Organisation eng mit dem Kreis um Beppo Römer zusammen. Die im Sommer 1941 mit einem Frachtschiff illegal nach Deutschland eingereiste Beauftragte des Zentralkomitees Charlotte Bischoff stellte ebenfalls eine Verbindung zu Uhrig her und übernahm wichtige Kurierdienste. Im Herbst 1941 wurde für die Gesamtorganisation eine dreiköpfige Leitung („Reichsorganisationsleitung“) gebildet, der Uhrig, Beppo Römer und Walter Budeus angehörten. Die Leitung des Abwehrapparats übernahm der Berliner Kommunist Franz Mett.
Uhrig und Römer brachten in regelmäßigen Abständen das Untergrund-Blatt Informationsdienst heraus. Die Gruppe „rief zu Sabotageakten auf und bemühte sich um Informationen zur wirtschaftlichen und militärischen Lage. Ziel der Gruppe war die Errichtung eines sozialistischen Staates nach dem Sturz der Hitler-Diktatur.“
Werner Seelenbinder arbeitete zeitweise mit der Gruppe Uhrig zusammen. Auch Ernst Knaack, Paul Schultz-Liebisch und Charlotte Eisenblätter waren Mitglieder von Uhrigs Gruppe, ebenso der 1928/1929 von der KPD zur KPD-O übergetretene Schriftsteller Willy Sachse. Sachse und Uhrig arbeiteten 1941 zur programmatischen Selbstverständigung die „Kriegsthesen der revolutionären Arbeiter und Soldaten“ aus. Im Herbst 1941 gab es mindestens eine Unterredung zwischen Uhrig, Römer und dem ZK-Instrukteur Alfred Kowalke, der nach Berlin gekommen war, um den Aufbau einer neuen Inlandsleitung der KPD vorzubereiten.
Vermutlich im Frühjahr 1941 war es der Gestapo gelungen, mit Hans Kurz (Deckname „Hans“) und Willi Becker (Decknamen „Theo“ und „Ernst“) zwei V-Leute im Umfeld von Uhrig zu platzieren. „Hans“ wurde von Uhrig als Vertreter von Mett eingesetzt, als letzterer sich im August 1941 nach einer gegen ihn erstatteten Anzeige wegen des Abhörens ausländischer Rundfunksender vorübergehend aus der illegalen Arbeit zurückgezogen hatte. „Theo“ hatte mehrfach Reisen zu Genossinnen und Genossen außerhalb von Berlin begleitet, so vermutlich auch Uhrig bei dessen Aufenthalten im Juni und Oktober 1941 in Tirol bzw. Wien. Als Mett nach provokatorischen Initiativen der V-Leute (Bildung von „Aktivgruppen“ für gewaltsame Aktionen, „Fragebögen“ zur Erfassung von Organisationsdetails für die Betriebsgruppen usw.) Verdacht gegen „Hans“ und „Theo“ schöpfte und Uhrig vorschlug, die beiden „abzuhängen“, schlug die Gestapo zu.

### Verhaftung und Hinrichtung
Laut Gedenktafel am Haus Wartburgstraße 4 in Berlin-Schöneberg wurden am 4. Januar 1942 Robert Uhrig und 200 weitere Mitglieder der Gruppe verhaftet. Uhrig und etwa 40 seiner Gefährten kamen als Häftlinge in das KZ Sachsenhausen bei Oranienburg. Am 7. Juni 1944 wurde Uhrig vom Volksgerichtshof zum Tode verurteilt. Das Urteil wurde am 21. August 1944 im Zuchthaus Brandenburg durch Enthauptung vollstreckt. Nach der Hinrichtung wurde sein Leichnam im Krematorium Brandenburg verbrannt.
Mindestens 78 Mitglieder der Uhrig-Gruppe wurden zwischen 1942 und 1944 entweder hingerichtet, starben in Konzentrationslagern oder im Zuge der mit schwersten Folterungen verbundenen Gestapo-Verhöre.
Hier findet sich eine Aufstellung bekannt gewordener Mitglieder der Uhrig-Römer-Gruppe.

## Betriebszellen der Uhrig-Gruppe (Auswahl)
Betriebe, in denen Zellen der Uhrig-Gruppe existierten, waren u. a.:
- AEG: Werk Hennigsdorf, Kabelwerk Oberspree, Turbine Moabit, Typograph
- Auer (Weißensee), Alkett, Argus
- Bamag-Meguin, Bergmann, BMW (Spandau), Borsig, Bucharski
- Daimler-Benz, Deutsche Waffen- und Munitionsfabrik (DWM), Dürener Metallwerke
- Gaubschat (Neukölln), Dr. Klaus Gfettwart, Grau
- Heinkel (Oranienburg)
- Knorr-Bremse
- Lindner, Lorenz (Tempelhof), Löwe
- Mauser
- Niles-Werke (Weißensee)
- Osram (Moabit)
- Bootswerft Pirsch (Oberschöneweide), Prometheus (Reinickendorf)
- Siemens-Schuckert
- Dr. Thiedig
- Zahnradfabrik Friedrichshafen

## Ehrungen
- Symbolische Grabstätte auf dem Städtischen Friedhof Pankow IV in Berlin-Niederschönhausen. Das Grab existiert nicht mehr.
- Robert-Uhrig-Straße im Berliner Stadtteil Friedrichsfelde im Bezirk Lichtenberg.
- Gedenktafel in der Wartburgstraße 4 in Berlin-Schöneberg.
- Gedenkstein im Gamengrund am Gamensee.

Bis zur politischen Wende in der DDR waren nach Robert Uhrig benannt:
- 19. Polytechnische Oberschule in Berlin-Lichtenberg
- 92. Polytechnische Oberschule in Leipzig
- heutige Kyffhäuser-Kaserne in Bad Frankenhausen (Robert-Uhrig-Kaserne)
- Betriebsberufsschule des VEB Bergmann Borsig Berlin.
- 19. Volkspolizei-Bereitschaft in Basdorf

Außerdem wurde am 1. März 1970 das in Bad Frankenhausen stationierte Mot.-Schützenregiment 16 in der 11. motorisierten Schützendivision der NVA nach Uhrig benannt.